# 725 a.C.

## Eventos
- 726/725: Marduk-bêla-usur, governador de Amedi, magistrado epônimo da Assíria. Neste ano o rei da Assíria permaneceu na terra.[1]
- 725/724: Mahdi, governador de Nínive, magistrado epônimo da Assíria.[1]